# Pleven (Bulgària)
Pleven, búlgar: Плевен, antigament Plevna o Plewna, turc otomà Plewne, és la setena ciutat més poblada de Bulgària. És al nord del país, i és el centre administratiu de la província de Pleven, així com del municipi de Pleven. Al febrer del 2011 la seva població era de 106.011 habitants. És a la vora del riu Tučcunica, afluent del Vit que passa a 6 km a l'oest de la ciutat.

## Història
Fou la clàssica Storgosia que fou destruïda pels huns el 441. No obstant la població va subsistir mal que bé fins a les invasions dels àvars i els eslaus al segle vi. Domini romà d'Orient, passa a mans búlgares i és esmentat el 1266 durant la campanya hongaresa d'Esteve V a Bulgària. Fou també part del Segon Imperi Búlgar sota Miquel Xixman (1323-1330) i Alexandre (1330-1371) dels que s'han trobat monedes. El castell hauria estat conquerit pels otomans a la campanya del 1388-1389 del gran visir Çandarli Alí Paixà (1387-1406) després de conquerir Nikopol (no obstant no figura a la llista de castell ocupats, si bé només s'esmenten els importants). La vila de Plevna, a la vora del castell, hauria estat destruïda llavors o el 1444 en la Croada de Varna. Es creu que el castell va subsistir i fou propietat de Mikhal-oghlu Ali Bey que se sap que va residir a la zona des de 1462.
A l'inici del segle xvi se l'esmenta com Plevna l'Alta (Plewne-yi Bala) i era seu d'una nahiye. Després es va unir a un altre llogaret, Plewne-yi Zir, i alguns altres menors, sota l'autoritat del ghazi Mikhal-oghlu Ali Bey que va fundar la ciutat de Plevna, de fet al lloc de Plewne-yi Zir. S'hi van establir búlgars i jueus expulsats de Castella. Mikhal-oghlu va morir vers el 1508. El seu fill i net van seguir el desenvolupament de la població. Els búlgars locals es van convertir i musulmans turcs s'hi van establir de manera que fou una vila més aviat musulmana. El 1596 fou destruïda pel príncep de Valàquia Miquel el Valent o el Brau. Va declinar als segles xvii i XVIII. El 1659 fou visitada per l'arquebisbe búlgar Felip Stanislavov. que esmenta que hi havia 500 cristians búlgars i calcula unes dos mil cases (una exageració). A la part final del segle xvii la regió va ser assolada el 1689 per Selim I Giray (quatre regants entre 1671 i 1704), kan de Crimea i les seves hordes, que anaven a lluitar Hongria. Llavors la població tenia 2.500 habitants (3/4 musulmans) i era més petita que al segle anterior. Va començar a prosperar al final del segle xviii i al segle xix. La família Mikhal-oghlu encara conservava un poder local i gran influència. Des d'un moment indeterminat era un kada del sandjak de Nikbuli (Nighbolu o Nikopol) fins al 1864 quan es va produir la reorganització administrativa i llavors va passar al sandjak de Rusčuk (del wilayat de Tuna). Es va fer famosa el 1877 pel setge de Plevna en què els otomans manats per Othman Pasha van resistir cinc mesos als russos i (juliol a desembre). Plevna fou finalment ocupada el 10 de desembre. La guerra va acabar amb el tractat de San Stefano (3 de març de 1878). La ciutat, destruïda durant el setge, va patir una transformació radical sota domini rus-búlgar. Un membre de la família Mikhal-oghlu fou membre del parlament a Sofia. Els turca van emigrar i el seu lloc fou ocupat per búlgars.
La ciutat va esdevenir gran centre industrial de Bulgària només després de la II Guerra Mundial.